# Francine Larrimore
Francine Larrimore (nacida como Francine La Remee, 22 de agosto de 1898 - 7 de marzo de 1975) fue una actriz estadounidense nacida en Francia que trabajó en obras teatrales y películas.

## Biografía
Nacida en Verdún, Francia, Larrimore llegó a Estados Unidos cuando era niña. Recibió educación en Nueva York. Sus padres eran J. Louis La Remee y Sarah Adler, hermana del actor Jacob Adler y no se debe confundir con la tercera esposa del actor llamada Sara. Los hijos de Jacob, Stella y Luther, eran primos de Francine. Su hermana Stella Larrimore (1905–1960) se casó con el actor Robert Warwick.
Larrimore empezó a trabajar en obras teatrales en 1910. En 1926 creó el papel de Roxie Hart durante el estreno de Chicago en Broadway. Interpretó a Theodora Gloucester en la obra cómica Nice People en 1921. Hizo apariciones en Let Us Be Gay y Brief Moment. También apareció en el programa de radio Grand Central Station, en 1941. Sus otras apariciones en Broadway incluyen Spring Song (1934), Shooting Star (1933), This Was a Man (1926), His Queen (1925), Parasites (1924), Nancy Ann (1924), Nobody's Business (1923), Scandal (1919), Sometime (1918), Double Exposure (1918), Parlor, Bedroom and Bath (1917), Here Comes the Bride (1917), Moonlight Mary (1916), Some Baby! (1915), The Salamander (1914), The Switchboard (1913), y Where There's a Will (1910).
Larrimore apareció en películas durante la década de 1910, incluyendo The Devil's Darling (1915, Mutual), The Princess From The Poorhouse, también conocida como The Royal Pauper (1917, Edison) y Max Wants a Divorce (1917, Essanay) coprotagonizada por Max Linder. La mayoría de sus películas se consideran perdidas.
Larrimore solo apareció en dos películas sonoras. Se retiró en 1939.

## Filmografía
- A Woman's Resurrection (1915) (*probablemente acreditada como Frances Lorrimore)
- The Devil's Darling (1915) *Cortometraje
- The Royal Pauper (1917)
- Max Wants a Divorce (1917) *Cortometraje
- Max in a Taxi (1917) *Cortometraje
- Somewhere in America (1917)
- John Meade's Woman (1937)
- The Devil's Daughter (1939)